# Середа Едуард Йосипович
Едуард Йосипович Середа (рос. Эдуард Иосифович Середа; 25 березня 1922 — 22 жовтня 2009) — російський цирковий килимовий клоун.
Народився 25 березня 1922 року. Син циркових артистів Йосипа Раймондовича Кларка і Євгенії Григорівни Середа, виконавців меланж-акта. Брав участь в номері батьків з 6 років як акробат. З 1943 партнер матері в акробатичному дуеті як верхній. Як клоун виступив вперше в Циганському цирковому колективі (1948), з 1950 килимовий клоун. Призер Всесоюзного огляду молодих артистів цирку в 1955. Як килимовий клоун заповнював паузи трюків в номерах різних жанрів. Виконував навіть сальто-мортале з гойдалок (у номері Белякових), стрибав з трампліну через 14 чоловік (оскільки «боявся» стрибати через 13 — «чортову дюжину»). У репертуарі Середи особливе місце займали так звані «розмовні» репризи. Він, як завжди, веселий, охоче брав участь в номерах: стрибає, танцює, жонглює, скаче на коні. Артист чудово відчував ритм вистави і умів вчасно підігріти його жартом.
Окрім роботи в цирку, Середа знявся у фільмі «Арена сміливих» (1953 рік) — екранізації циркової вистави.
З 1984 виступав з партнером Л. Федотовим. У 1994 залишив манеж.